# Чалтирська волость
Чалтирська волость — історична адміністративно-територіальна одиниця Ростовського повіту Катеринославської губернії, потім Ростовського округу Області Війська Донського з центром у колонії Чалтир.
Станом на 1886 рік складалася з 2 поселень, 2 сільських громад. Населення — 6562 особи (3452 чоловічої статі та 3110 — жіночої), 1026 дворових господарств.
|                     | Площа, десятин | У тому числі орної, дес. |
| ------------------- | -------------- | ------------------------ |
| Сільських громад    | 40673          | 12522                    |
| Приватної власності | 4599           | 949                      |
| Іншої власності     | 21             | —                        |
| Загалом             | 45293          | 13471                    |

Поселення волості:
- Чалтир (Ошталанк) — вірменська колонія при річці Мокрий Чалтир за 18 верст від повітового міста, 3206 осіб, 509 дворів, вірменська церква, школа, залізнична станція, 7 лавок, постоялий двір.
- Крим (Середня Кошкіна, Топти) — вірменська колонія при річці Мокрий Чалтир, 3727 осіб, 517 дворів, вірменська церква, школа, лавка.